# Рапейко, Андрей Альбинович
Андрей Альбинович Рапейко (бел. Андрэй Альбінавіч Рапейка; 21 сентября 1971) — белорусский футболист, играл на позиции нападающего.

## Карьера
Воспитанник футбольной школы «СДЮШОР-6» (Гродно). Карьеру начинал в 1988 году в минском «Динамо», однако за основной состав так и не сыграл. С 1989 по 1995 годы выступал за солигорский «Шахтёр». В 1996 году перебрался в нижегородский «Локомотив», за который отличился уже в дебютном для себя матче, 2 марта того же года в выездном матче против калининградской «Балтики», на 3-й минуте поразив ворота Валерия Шанталосова. В 1997 году вместе с клубом покинул Высшую лигу, однако через год вернулся. Но в клубе не остался и в 1999 году перебрался в ставропольское «Динамо». В 2001 вернулся в «Шахтёр». В 2004 году играл за «Дон» Новомосковск. Завершил карьеру в 2009 году в белорусском клубе «Слуцксахар».